# Lipotriches babindensis
Lipotriches babindensis är en biart som först beskrevs av Cockerell 1930.  Lipotriches babindensis ingår i släktet Lipotriches och familjen vägbin. Inga underarter finns listade i Catalogue of Life.